# Bad Omens
I Bad Omens sono un gruppo musicale metalcore statunitense formato a Los Angeles nel 2013.

## Storia

### Primi anni e album omonimo (2013-2016)
Il gruppo è nato per iniziativa del cantante Noah Sebastian, del chitarrista Nicholas Ruffilo e del bassista Vincent Riquier, a cui si aggiunsero in un secondo momento il chitarrista Joakim Karlsson (amico di Riquier) e il batterista Nick Folio. Dopo aver ascoltato alcuni demo la Sumerian Records, rimasta positivamente impressionata, ha firmato il primo contratto discografico con la band nel 2015 a cui ha fatto seguito la pubblicazione del singolo di debutto, Glass Houses. Seguirono a breve distanza i singoli Exit Wounds, The Worst in Me e The Fountain, che riscossero un discreto successo consentendo al gruppo di aprire il Ten Years in the Black Tour, un tour organizzato dall'etichetta discografica in occasione del primo decennio di attività a cui presero parte anche altri gruppi importanti della scena come Asking Alexandria, Born of Osiris, I See Stars, After the Burial e Upon a Burning Body.
Sulla scia del successo dei singoli pubblicati fino ad allora, nel 2016 il gruppo ha pubblicato l'omonimo album di debutto, che ha riscosso altrettanto successo, entrando nelle classifiche rock, hard rock, independent e Heatseekers stilate da Billboard. Tuttavia, la critica specializzata ha evidenziato una carenza di originalità, trovandolo molto simile all'album Sempiternal dei Bring Me the Horizon.

### Finding God Before God Finds Me(2018-2020)

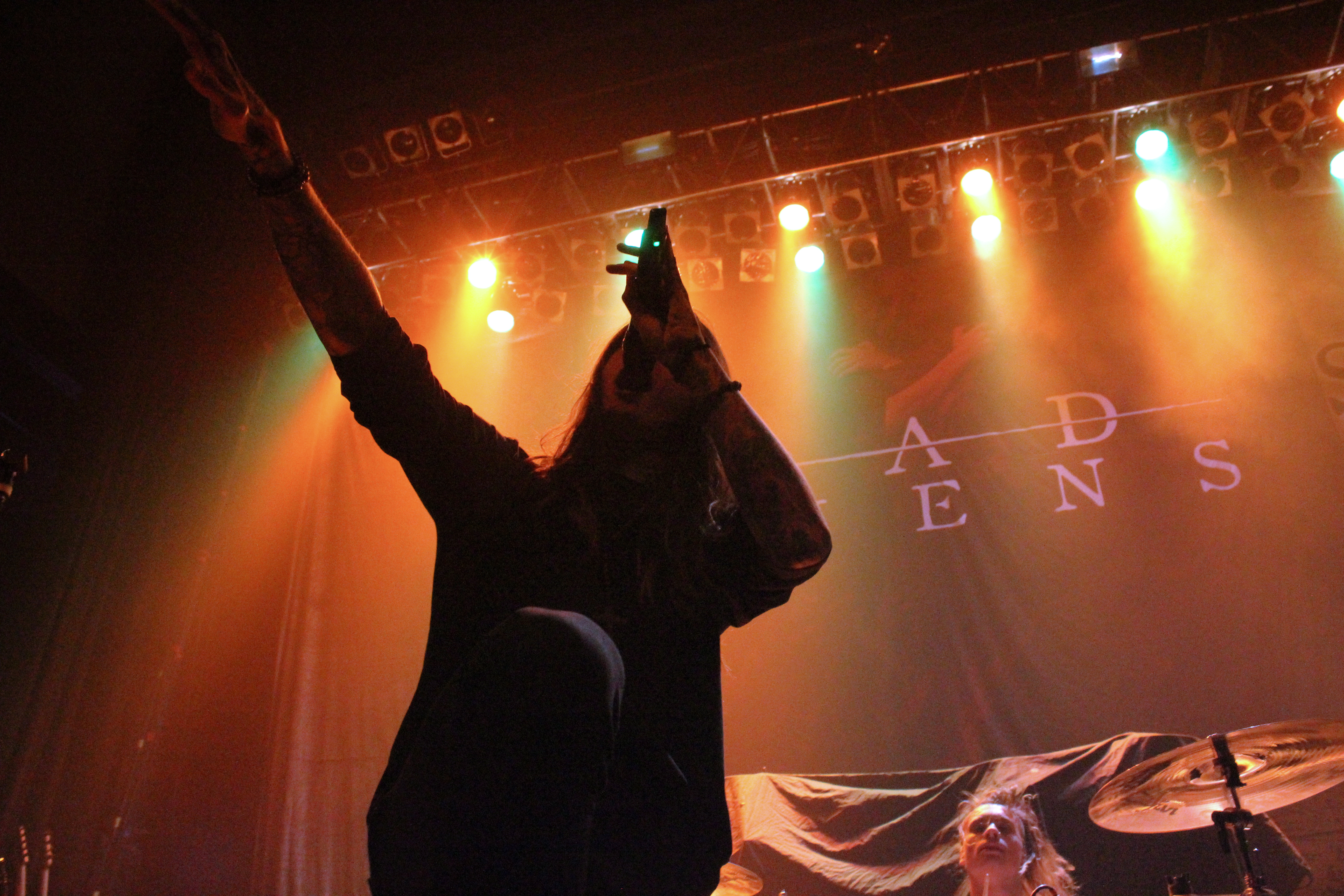
Il gruppo in concerto nel 2018

Dopo essere stato assente nell'ultima tournée europea a causa di un incidente alla schiena, il 9 luglio 2018 Vincent Riquier ha annunciato il proprio abbandono dalla formazione per dedicarsi alla propria vita personale, spiegando che la separazione è avvenuta in maniera amichevole. Il ruolo di bassista è stato ricoperto pertanto da Ruffilo, rendendo Karlsson l'unico chitarrista.
La prima uscita dei Bad Omens come quartetto è stato il singolo Careful What You Wish For, il cui video è stato diffuso ad agosto dello stesso anno.
Il secondo album Finding God Before God Finds Me è stato pubblicato nel 2019, seguito l'anno successivo da un'edizione deluxe comprensiva di alcuni brani inediti.

### The Death of Peace of Mind(2021-presente)
Nel 2022 è uscito il terzo album The Death of Peace of Mind, caratterizzato da sonorità più sperimentali e vicine all'elettropop e alla musica d'ambiente, oltre a un cantato di Sebastian maggiormente ispirato da quello di The Weeknd.
Dal disco sono stati estratti cinque singoli, tra cui l'omonimo The Death of Peace of Mind, Like a Villain e Just Pretend, i primi nella carriera del gruppo ad entrare nelle classifiche rock statunitensi di Billboard; Just Pretend ha inoltre ottenuto un buon successo in rete grazie a un filmato divenuto virale su TikTok. Per la promozione dell'album il gruppo ha intrapreso due tournée mondiali: la prima, denominata A Tour of the Concrete Jungle, li ha visti impegnati tra la fine del 2022 e gli inizi del 2023, mentre la seconda, Concrete Forever, tra la fine del 2023 e gli inizi del 2024.

## Formazione
Attuale
- Noah Sebastian – voce (2013-presente)
- Nicholas Ruffilo – chitarra ritmica, programmazione (2013-presente), chitarra solista (2015), basso (2018-presente)
- Joakim Karlsson – chitarra solista, programmazione, cori (2013-presente)
- Nick Folio – batteria, percussioni (2013-presente)

Ex componenti
- Vincent Riquier – basso, cori (2013-2018)

## Discografia

### Album in studio
- 2016 – Bad Omens
- 2019 – Finding God Before God Finds Me
- 2022 – The Death of Peace of Mind

### Album dal vivo
- 2021 – Live + Unplugged

### Colonne sonore
- 2024 – Concrete Jungle (The OST)

### Singoli
- 2016 – Glass Houses
- 2016 – Exit Wounds
- 2016 – The Worst in Me
- 2016 – The Fountain
- 2018 – Careful What You Wish For
- 2018 – Burning Out
- 2019 – Said & Done
- 2019 – Never Know
- 2020 – Limits
- 2021 – The Death of Peace of Mind
- 2021 – What Do You Want from Me?/Artificial Suicide
- 2022 – Like a Villain
- 2022 – The Grey
- 2022 – Just Pretend
- 2024 – V.A.N (con Poppy)
- 2024 – The Drain (con gli Health e Swarm)
- 2024 – Anything > Human (con gli Erra)
- 2025 – Specter

Come artisti ospiti
- 2024 – Too Close to Touch – Novocaine